# وادي سال (جعلان بني بو علي)
وادي سال منطقة سكنية تقع في ولاية جعلان بني بو علي، التابعة لمحافظة جنوب الشرقية في سلطنة عمان. يقدر عدد سكانها بـ 302 نسمة حسب إحصاء عام 2010 التابع للمركز الوطني للإحصاء والمعلومات الحكومي. رمز المنطقة هو 80410310.

## الوصلات الخارجية
- المركز الوطني للإحصاء والمعلومات، سلطنة عمان